# Simon von Lämel

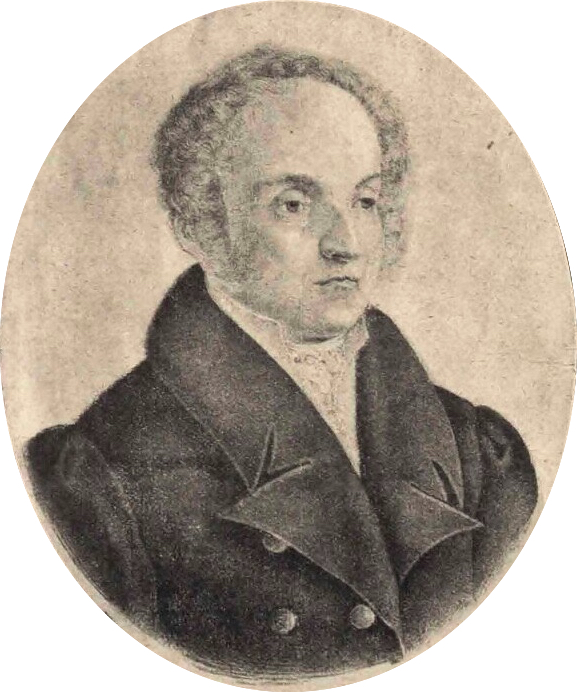
Simon von Lämel

Simon Lämel, ab 1811 Edler von Lämel, auch Lämmel (* 28. August 1766 in Tuschkau, Böhmen; † 18. April 1845 in Wien) war ein jüdisch-österreichischer Großhändler und Bankier.

## Leben
Nach dem frühen Tod seines Vaters wurde er Kaufmann in Kolín und gründete 1787 in Prag, zunächst als Gemischtwarenladen, ein Großhandels- und Bankgeschäft, das für die Schafwollindustrie in Böhmen bedeutend wurde. Während der napoleonischen Kriege gewährte er dem österreichischen Staat umfangreiche Kredite.
Als Anerkennung seiner Leistung erbat er (am 1. Mai 1801?), in Wien ein Haus kaufen zu dürfen, was der Kaiser aber am 17. März 1811 ablehnte. Jedoch wurde er am 5. Dezember 1811 wegen „Beförderung des Commerzes“ in den vererblichen Adelsstand als Edler von Lämel erhoben und durfte mit seinen Kindern in Wien leben. 1813 ernannte ihn Feldmarschall Prinz Schwarzenberg zum Armeekommissar und entband ihn von der Einquartierungspflicht.

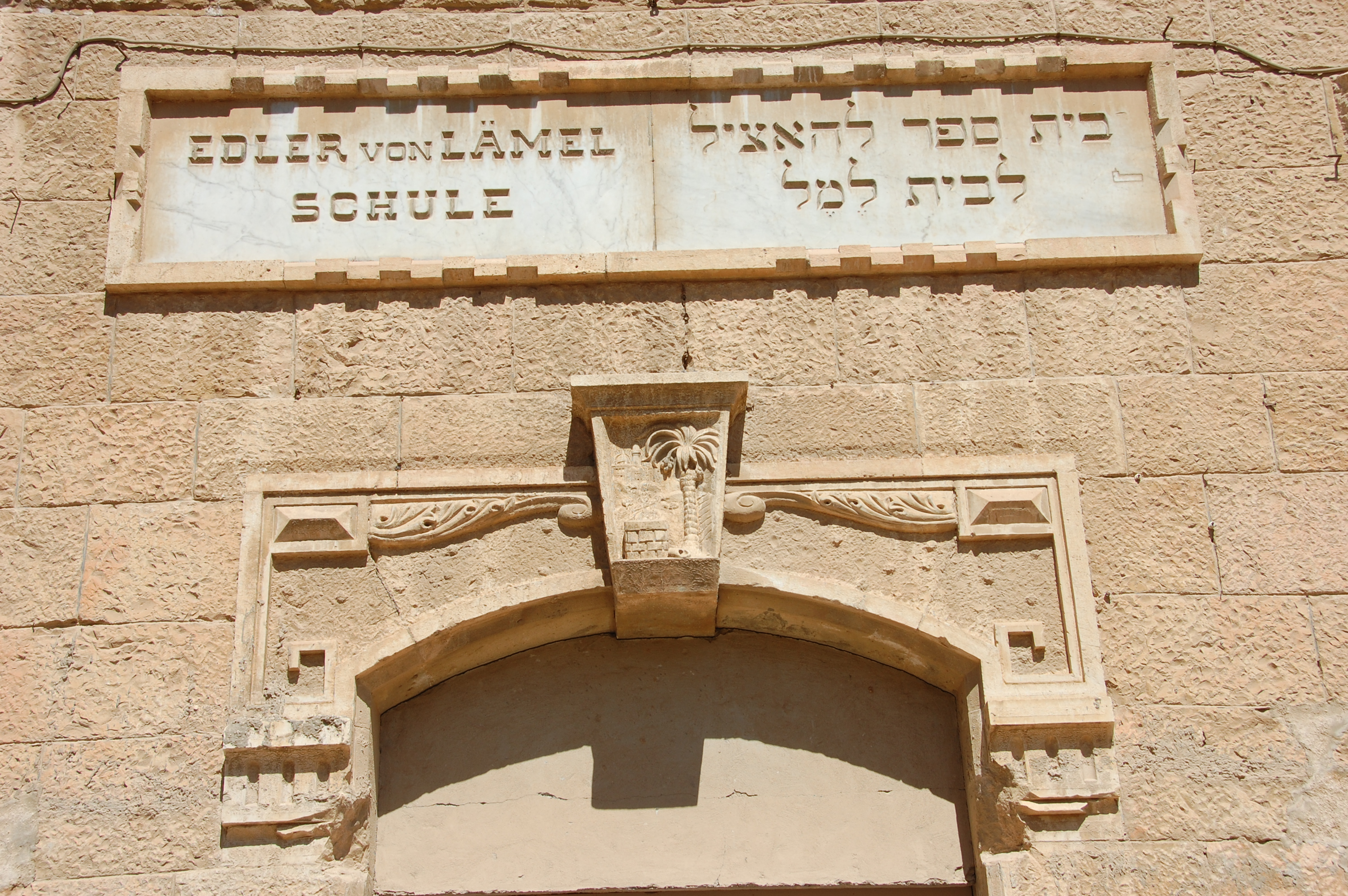
Namenszug der Lämelschule in Jerusalem

Im Mai 1812 lernte er im Kurort Karlsbad Johann Wolfgang von Goethe kennen.
Lämel setzte sich für die Besserstellung der Juden ein, unter anderem 1813 für die Abschaffung des Leibzolls in Sachsen und 1817 für die Herabsetzung der böhmischen Judensteuer. 1826 stiftete er Kultgeräte für den gerade eingeweihten Wiener Stadttempel. Wenige Jahre vor seinem Tod bemühte er sich, den mittelalterlichen Judeneid abzuschaffen.
Seine Tochter, Elise Herz, stiftete 1856 in seinem Andenken in Jerusalem die von Ludwig August Frankl gegründete Lämelschule. Die streng orthodoxe Gemeinde in Jerusalem protestierte erfolglos gegen das neue Institut, in dem nicht nur religiöser, sondern auch säkularer Unterricht abgehalten werden sollte. Sein Sohn und Erbe des Großhandelshauses war Leopold von Lämel.